# Бигелоу, Генри Яков
Генри Яков Бигелоу (11 марта 1818 , Бостон, штат Массачусетс, США — 30 октября 1890, Ньютон, там же) — американский хирург и медицинский писатель, профессор медицины в Гарвардском университете. Более всего известен как противник вивисекции и новатор в области лечения заболеваний почек.

## Биография
Генри Яков Бигелоу родился в семье преподавателя медицины в Гарвардском университете и первоначально изучал её там же, затем изучал медицину также в Дартмут-колледже. В 1841 году получил степень доктора медицины в Гарвардском университете, в 1846 году был избран членом совета Американской академии искусств и наук. Умер в своём загородном доме, был похоронен на кладбище Маунт-Оберн.
С именем Бигелоу связан изобретённый им способ удаления из мочевого пузыря, после операции камнедробления, осколков раздробленного камня при помощи высасывающего аппарата, что представляло собой в те времена значительное усовершенствование операции камнедробления. Этот способ был описан Бигелоу в работе: «Litholapaxy or rapid lithotrity with evacuation» (Бостон, 1878).
Другие сочинения Бигелоу: «Manuel of orthopedic surgery» (Бостон, 1845); «Ether and chloroform; a compendium of their history and discovery» (там же, 1848); «The mechanism of dislocation and fracture of the hip, with the reduction of the dislocations by the flexion method» (Филадельфия, 1869).